# Vicus von Schorndorf
Der Vicus von Schorndorf war eine römische dorfähnliche Siedlung (Vicus) auf dem heutigen Stadtgebiet von Schorndorf im Rems-Murr-Kreis in Baden-Württemberg. Der antike Ortsname ist nicht überliefert.

## Geographie
Mitte des 2. Jahrhunderts n. Chr. verschob sich die Grenze des Römischen Reichs östlich des Neckar-Odenwald-Limes bis ungefähr zum Kastell Lorch. Das heutige Schorndorf lag dabei zwischen dem alten und dem neuen Limes. Verwaltungstechnisch gehörte der Vicus zur Provinz Germania superior mit dem Hauptort Mogontiacum (Mainz). Vermutlich verzweigte sich hier eine Römerstraße, die die Kastelle in Cannstatt, Welzheim und Lorch verband. Die Etappe von Waiblingen durch das Schornbachtal nach Lorch entspricht in etwa einer Tagesreise.
Der Vicus selbst erstreckte sich am nördlichen Ortsrand, zu Füßen des Sünchen- und Grafenbergs. Zwei nachgewiesene Streifenhäuser standen an der heutigen Ecke Winnender Straße/Holzbergweg. Ausgehend von zahlreichen verstreuten Funden dürfte sich die Siedlung – wahrscheinlich entlang einer Straßentrasse – über mindestens 700 Meter Länge erstreckt haben. Etwas nördlich, im Gewann „Schorndorfer Straße“ zwischen Schorndorf und Schornbach, befand sich zudem eine Villa rustica. Am Hang des Sünchenbergs legten die Archäologen außerdem einen Brunnen frei, dessen Funktion bislang noch ungeklärt ist.

## Forschungsgeschichte
Der Archivar Christian Friedrich Sattler erwähnte im Jahr 1784 in seinem Werk Topographische Geschichte des Herzogthums Württemberg zwei Bildsteine aus dem Ramsbachtal bei Schorndorf. Einer dieser Steine zeigt die Götter Rosmerta und Mercurio und wurde um 1765 entdeckt. Dieses Flachrelief ist heute im Schorndorfer Stadtmuseum zu besichtigen. Der zweite Stein, der Darstellungen von Merkur, Rosmerta und Neptun trug und im Ramsbach gefunden worden sein soll, gilt heute als verschollen.
Der Schreiber der Beschreibung des Oberamts Schorndorf (1851) Rudolph Friedrich von Moser ging davon aus, dass sich aufgrund der zusammenlaufenden Römerstraßen in Schorndorf eine Niederlassung befunden habe. Die zahlreichen Funde an Münzen, Keramik und Baureste ließen auch die Vermutung aufkommen, dass sich im heutigen Ortskern einst ein römisches Kastell befunden habe.
Im Jahr 1955 wurden bei einer Notgrabung im heutigen Christallerweg 24 und 26 alamannische Gräber freigelegt, in denen römische Bildsteine wiederverwendet worden waren – darunter zwei sogenannte Viergöttersteine und der Torso einer Merkur-Statue. Zudem konnten römische Keramik sowie zwei Münzen mit den Abbildungen der Kaiser Antoninus Pius und Geta geborgen werden. Die Funde deuten auf die Nähe eines Vicus oder einer Straßenstation hin.
1971 entdeckte man bei Bauarbeiten in der Winnender Straße das Fundament eines Gebäudes mit den Maßen 25 × 13 Meter, das möglicherweise als mansio (Straßenstation) diente. Weitere Hinweise auf römische Präsenz ergaben sich Ende der 1970er- und Anfang der 1980er-Jahre im Bereich Baldungweg 3 und Richterweg 14–16: Hier kamen erneut Keramik-, Metallfragmente und eine Münze von Kaiser Mark Aurel (180–192 n. Chr.) zutage. In diesem Areal konnte auch ein holzverschalter Keller nachgewiesen werden.
1988 erfolgte eine systematische Ausgrabung eines römischen Gutshofs (Villa rustica) im Gewann „Schornbacher Straße“ zwischen Schorndorf und Schornbach. Es handelte sich um eine sogenannte Eckrisalitvilla, typisch für die Region. Das Hauptgebäude maß etwa 28 × 24 Meter und war an der südwestlichen Ecke unterkellert. Die Funde deuten auf einen teilweise überdachten Innenhof sowie eine umgebende Mauer hin. Münzfunde belegen, dass die Villa nach dem Jahr 210 n. Chr. aufgegeben wurde.
1995 stieß man beim Ausbau der Bundesstraße 29 am Hang des Sünchenberges auf einen hölzernen Brunnen, der dendrochronologisch in den Winter 172/173 datiert werden konnte. Eine anschließende Notgrabung in der Umgebung blieb jedoch ergebnislos.
Im Jahr 2015 wurde im Bereich Winnender Straße/Holzbergweg eine römische Straße freigelegt, die in west-östlicher Richtung verlief und bis zu zehn Meter breit war. Die Straße war mindestens dreimal erneuert worden. Bei der hier durchgeführten Notgrabung wurden außerdem zwei typische Streifenhäuser entdeckt, die als Beleg für einen römischen Vicus an dieser Stelle angesehen werden.